# Klosneuvirus
Klosneuvirus — рід велетенських дволанцюгових ДНК-вмісних вірусів. Виявлений під час аналізу метагеноми зразків донних відкладень резервуарів станції очистки стічних вод у місті Клостернойбург в Австрії. Вірус має незвично великий геном з 1,57 млн пар основ. Принаймні 15 % генів цього вірусу є робочими. Знімки, що зроблені за допомогою електронної мікроскопії, показали наявність у нього типової ікомаедричної структури розміром близько 300 нм. Klosneuvirus має гени, потрібні для синтезу білків з усіма двадцятьма необхідними амінокислотами.
Разом з Klosneuvirus, у цих стічних водах описані також нові віруси Indivirus, Catovirus та Hokovirus. Класифікація метагенома, що зроблена за допомогою аналізу 18s РНК, що їхні господарі відносяться до найпростіших типу Cercozoa.